# Manlio Brosio
Manlio Brosio (Torino, 10 luglio 1897 – Torino, 14 marzo 1980) è stato un politico e diplomatico italiano, segretario generale della NATO dal 1º agosto 1964 al 1º ottobre 1971.

## Biografia
Nacque a Torino il 10 luglio 1897 da Edoardo Brosio e Fortunata Curadelli. Mentre era studente alla Facoltà di Giurisprudenza dell'Università degli Studi di Torino, nel 1916 fu chiamato alle armi e, dopo aver frequentato la scuola allievi ufficiali, prese parte alla prima guerra mondiale come ufficiale degli Alpini nel corso della quale fu decorato con una medaglia d'argento al valor militare e una croce di guerra.
Terminato il conflitto e ripresi gli studi, dove si laureò nel 1920 e divenne uno stretto collaboratore di Piero Gobetti, aderendo al Partito Liberale Italiano e al progetto di Rivoluzione liberale di Gobetti, che lo portò a non sostenere il regime fascista. Diffidato dalla polizia fascista nel 1927, si allontanò dall'impegno politico diretto, pur mantenendo i contatti con gruppi antifascisti e in particolare con Luigi Einaudi e Benedetto Croce, e proseguendo nel ventennio mussoliniano esercitò la professione di avvocato.
Durante la seconda guerra mondiale, dopo l'armistizio di Cassibile del 1943, entrò nella resistenza, diventando membro della giunta militare del CLN come delegato del Partito Liberale Italiano insieme con Giorgio Amendola (PCI), Riccardo Bauer (PdA), Giuseppe Spataro (DC), Sandro Pertini (PSIUP) e Mario Cevolotto (DL). In particolare, tra le sue competenze (non avendo il PLI formazioni partigiane di partito) vi era quella di tenere i contatti con il Fronte militare clandestino del Colonnello Cordero Lanza di Montezemolo.
Nel 1944, anche se per breve tempo, fu anche segretario politico del Partito Liberale Italiano. Al termine della guerra fu ministro senza portafoglio nei governi Bonomi I e II, vicepresidente del consiglio nel governo Parri e ministro per la Consulta nazionale, e ancora ministro, stavolta della guerra, nel primo esecutivo guidato da Alcide De Gasperi. Dopo il referendum istituzionale del 2 giugno 1946, nel quale si era espresso in favore della repubblica, uscì dal PLI che si era schierato a maggioranza per la monarchia.

### Carriera diplomatica

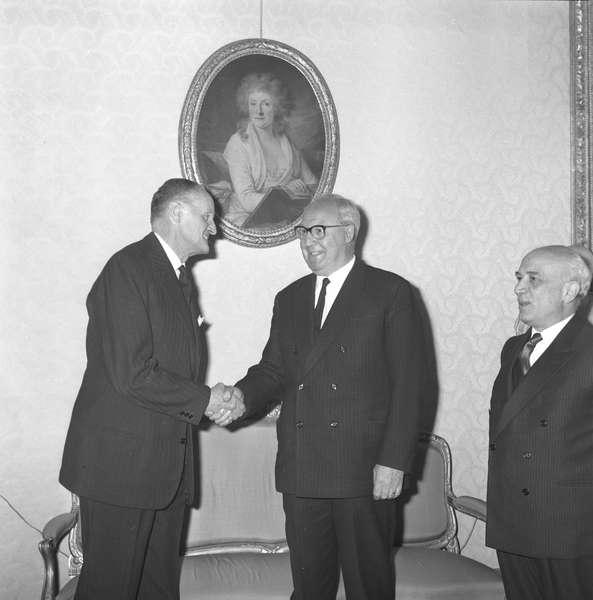
Brosio assieme al Presidente della Repubblica Giuseppe Saragat e Amintore Fanfani nel 1965

Nel 1946 intraprese la sua carriera di diplomatico con la nomina ad ambasciatore a Mosca; nel 1952 passò a Londra, dove sottoscrisse il noto Memorandum d'intesa su Trieste, per poi trasferirsi a Washington nel 1955 come ambasciatore d'Italia negli USA, nominato dal governo Scelba e subentrando ad Alberto Tarchiani, in cui rimase fino al 1961, trasferendosi a Parigi.
Il 14 giugno 1962 siglò per conto dell'Italia, assieme ai suoi omologhi di Belgio, Danimarca, Francia, Germania, Paesi Bassi, Spagna, Svezia, Svizzera e Regno Unito il documento di costituzione dell'ESRO (European Space Research Organisation), che nel 1975 confluì nell'istituzione dell'ESA (European Space Agency).

### Segretario generale della NATO e ritorno alla politica
Il 1º agosto del 1964 divenne segretario generale della NATO, il primo italiano a ricevere tale incarico, che mantenne per più di 7 anni, fino al 1º ottobre del 1971. Pochi giorni prima che lasciasse l'incarico, il presidente degli Stati Uniti Richard Nixon lo aveva insignito della medaglia presidenziale della libertà.
Dopo aver lasciato l'alleanza atlantica tornò a occuparsi della politica italiana. Senatore del PLI e capogruppo dei liberali al Senato dal 1972 al 1976, nelle elezioni del 1976 non fu rieletto e si ritirò dalla vita politica attiva. Nominato presidente del Comitato Atlantico Italiano nel gennaio del 1979, ricoprì tale ruolo sino alla morte, avvenuta nella natia Torino dopo breve malattia. Riposa nella tomba di famiglia a Venaria Reale.
Manlio Brosio è stato membro della massoneria e della Gran Loggia d'Italia di Piazza del Gesù a Roma.

## Opere
- Riflessioni su Piero Gobetti, presentazione di Beppe Bava e Carlofelice Rossotto, Torino, [s.n.], 1974.
- La soluzione occidentale della crisi italiana, con Edgardo Sogno, [s.l.], [s.n.], 1976.
- Diari di Manlio Brosio, a cura di Umberto Gentiloni Silveri, con la collaborazione di Maddalena Carli e Stefano Palermo, Bologna, Il Mulino. Comprende:
  - Diari di Mosca 1947-1951, a cura di Fausto Bacchetti, 1986.
  - Diari di Washington - 1955-1961, 2008. ISBN 978-88-15-12680-1.
  - Diari di Parigi, 1961-1964, 2009. ISBN 978-88-15-13367-0.
  - Diari NATO, 1964-1972, 2011. ISBN 978-88-15-23416-2.